# بریلیم نیترات
بریلیم نیترات (به انگلیسی: Beryllium nitrate) با فرمول شیمیایی Be(NO۳)۲ یک ترکیب شیمیایی با شناسه پاب‌کم ۲۶۱۲۶ است. که جرم مولی آن ۱۳۳٫۰۲۱۹۸۲ g/mol می‌باشد. شکل ظاهری این ترکیب، بلور مکعبی سیاه است.